# Скорпион (метательная машина)
Скорпион (лат. scorpio) или эвтитон — древнеримское название небольшого стреломёта.
Не осталось технических описаний метательного оружия, относящихся непосредственно к скорпионам. Сведения о них касаются в основном их тактического применения, на основании чего и делаются выводы об их устройстве. Более того, в IV веке скорпионом грекоязычный автор Аммиан Марцеллин именовал совсем другое оружие — онагры.
Первые упоминания о скорпионах относятся к III в. до н. э., причем вооружены ими были противники Рима. Полибий при описании осады римлянами Сиракуз дал краткое определение скорпиона как
«маленькая катапульта, которая выстреливает железные дротики». Однако слово катапульта обозначала широкий класс метательного оружия, и из данного определения не ясно, были ли скорпионы 2-х плечевыми машинами торсионного действия как катапульта в узком смысле слова, или просто тяжелыми арбалетами, то есть механизированными луками. Однако автор IV века Вегеций отличает скорпионы от арбалетов, хотя его определение скорпиона мало что проясняет:
«Скорпионами называлось то, что теперь мы называем ручными баллистами; названы они были так потому, что маленькими и тонкими стрелами они наносят смерть». К IV веку катапульты уже называли баллистами.
Автор I в. до н. э. Витрувий, описывая устройство катапульты, упоминает и скорпионы. Из контекста ясно, что механизм бросания стрелы у скорпиона основан на тех же принципах, что и у катапульты. Также Витрувий заметил, что скорпион поворачивается одним человеком, то есть скорпион являлся станковой машиной.
Таким образом скорпионы представляли собой двухплечевые стреломёты торсионного действия (катапульты), обслуживаемые одним человеком.
В музее Йельского университета (США) хранится стрела для скорпиона (хотя возможно в то время они уже назывались по другому), так называемый болт, найденный археологами в засыпанном песками Дура-Европосе, бывшей римской крепости в Сирии в II—III вв. Длина болта 46 см; древко из ясеня диаметром 30 мм на оперенном конце суживается постепенно до 14 мм на конце с наконечником. Длина пирамидального железного наконечника — 46 мм.

## Испытание хиробаллистры
По материалам статьи: A. Wilkins, L. Morgan, Scorpio and Cheiroballistra in Journal of Roman Military Equipment Studies, vol. 11, 2000, pp. 92-93, 97 

В наше время энтузиасты реконструируют метательные машины и испытывают их боевые свойства. Ниже приведены результаты испытаний скорпиона, или как называют этот стреломёт авторы — хиробаллистры. Вопрос терминологии античных метательных машин достаточно запутан, авторы статьи называют скорпионом катапульту под стрелу длиной 68 см, но согласно другим данным (см. статью катапульта), такой стреломёт обслуживался 2-3 солдатами и, следовательно, не попадает под определение скорпиона.
Название хиробаллистра возникло из названия работы древнегреческого инженера Герона «Хиробаллистра» (Χειροβαλλιστρασ), в которой он описал стреломёт, идентифицированный в римских барельефах на колонне Траяна. Нет доказательств, что автор Герон является известным инженером Героном из Александрии. Так как не существует детальных описаний скорпиона, предполагают, что речь идёт об одном и том же типе оружия, тем более, что Вегеций прямо называет скорпионы «ручными баллистами», то есть латинский перевод греческого «хиробаллистра».
Авторы статьи изготовили скорпион (хиробаллистру) по описанию Герона. Стрелы представляли собой болты по типу найденного в Дура-Европосе длиной 35.5 см и весом от 65 до 102 г. При угле возвышения 35° дальность стрельбы для 65 и 80 г болтов составила 206 м с кучностью попадания в круг диаметром 10 м. Скорость вылета тяжелого 102 г болта на дульном срезе составляла 47 м/с.
Сила натяжения скорпиона составляла 335 кг.
На расстоянии 50 м болт скорпиона пробил пластину стали толщиной 2 мм. При выстреле в сегментированную лорику (стандартный доспех римского легионера) 70 г болт пробил один сегмент стали толщиной 1.25 мм и сильно вдавил другой сегмент, перекрывающий снизу первый. Авторы статьи сделали вывод, что при таких повреждениях воин неизбежно был бы выведен из строя.
Надо заметить, что при испытаниях стреломёты авторов статьи показали дальнобойность примерно в 1.5 раза меньшую, чем была достигнута независимыми исследователями, так что реальная боевая эффективность скорпионов может оказаться выше, чем заявлено в статье.